# Serhij Własenko
Serhij Wołodymyrowycz Własenko, ukr. Сергій Володимирович Власенко (ur. 7 marca 1967 we Lwowie) – ukraiński prawnik i polityk, wiceprzewodniczący Batkiwszczyny, poseł do Rady Najwyższej.

## Życiorys
Ukończył w 1992 studia prawnicze na Uniwersytecie Lwowskim. Do 2008 pracował w różnych firmach prawniczych, od 2000 jako partner kancelarii prawniczych. Reprezentował m.in. Wiktora Juszczenkę w trakcie kampanii prezydenckiej w 2004.
W 2007 wystartował bez powodzenia do parlamentu jako kandydat Bloku Julii Tymoszenko, reprezentując Ukraińską Partię Socjaldemokratyczną kierowaną przez Jewhena Kornijczuka (byłego współpracownika w jednej z firm prawniczych). W 2008 Serhij Własenko został zastępcą szefa państwowej administracji podatkowej, zrezygnował z tej funkcji po kilku miesiącach, obejmując wakujący mandat w Radzie Najwyższej. Dołączył później do partii Batkiwszczyna, w 2013 objął stanowisko wiceprzewodniczącego tego ugrupowania. Rok wcześniej uzyskał poselską reelekcję na VII kadencję.
Dodatkową rozpoznawalność zyskał jako obrońca Julii Tymoszenko w procesach karnych wytaczanych jej od 2010. W marcu 2013 wyższy sąd administracyjny pozbawił go mandatu deputowanego na podstawie wniosku przewodniczącego Rady Najwyższej Wołodymyra Rybaka zarzucającego mu niezgodne z prawem łączenie funkcji posła i prowadzenie działalności zawodowej. Przeciwko Serhijowi Własence wszczęto też postępowania karne w tym o niewykonanie orzeczenia sądu i bezprawne pozbawienie wolności byłej żony. W marcu 2014 zostały one umorzone z uwagi na brak znamion przestępstwa. W tym samym miesiącu politykowi przywrócono również mandat poselski, który utrzymywał też w kolejnych wyborach z października 2014 i lipca 2019.